# 维莱圣保罗
维莱圣保罗（法語：Villers-Saint-Paul，法語發音：[vilɛʁ sɛ̃ pɔl]）是法国瓦兹省的一个市镇，位于该省南部，属于桑利斯区。维莱圣保罗是克雷伊城市公共社区的一部分，克雷伊市区多条公交线路经过维莱圣保罗。

## 地理
维莱圣保罗（49°17'20"N, 2°29'14"E）面积4.93 平方千米，位于法国上法蘭西大區瓦兹省，该省份为法国北部内陆省份，北起索姆省，西接厄尔省和滨海塞纳省，南至塞纳-马恩省和瓦兹河谷省，东临埃纳省。
与维莱圣保罗接壤的市镇（或旧市镇、城区）包括：昂日库尔、蒙希圣埃卢瓦、瓦兹河畔诺让、里约、韦尔讷伊昂纳拉特。

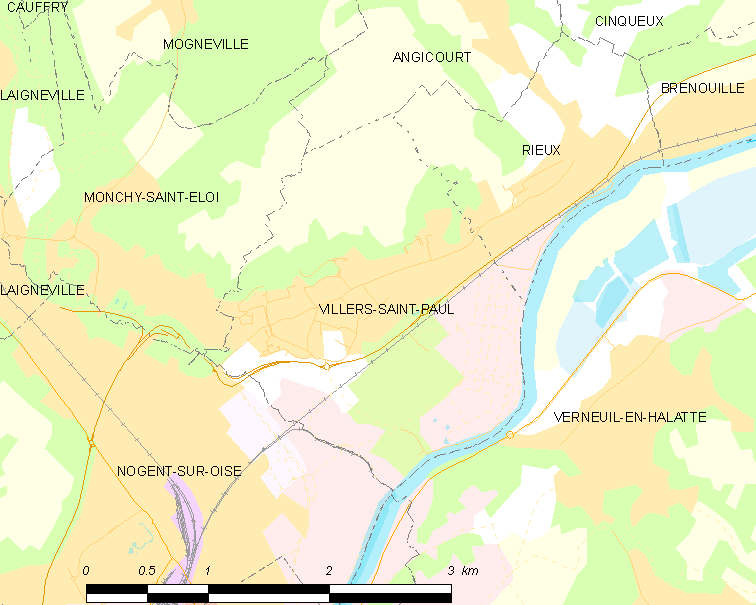
维莱圣保罗的OSM定位图

维莱圣保罗的时区为UTC+01:00、UTC+02:00（夏令时）。

## 行政
维莱圣保罗的邮政编码为60870，INSEE市镇编码为60684。

## 政治
维莱圣保罗所属的省级选区为瓦兹河畔诺让县。

## 人口

1962-2008年间维莱圣保罗人口变化图示

维莱圣保罗于2022年1月1日时的人口数量为6500人。